# Pustolovni roman
Pustolovni roman je književni žanr koji govori o junacima i pustolovinama koje proživljavaju.

## Povijest
Neka obilježja pustolovnog romana ima čak i Homerova "Odiseja", koja je napisana oko 700. pr. Kr. Neke odlike pustolovnog romana ima i "Don Quijote", ali se prvim pustolovnim romanom smatra "Robinson Crusoe" kojeg je napisao britanski književnik Daniel Defoe. 

## Obilježja
Svaki pustolovni roman mora imati tri važna obilježja: junaštvo likova, izvanredna situacija i romantika prostora. Mjesto radnje pustolovnog romana uglavnom je prašuma, pustinja i sl., a likovi su najčešće istraživači, moreplovci, pirati i tragači za zlatom. Njihovi podvizi su veliki, zgode neobične, a događaji uzbudljivi. Glavni lik je hrabar, izdržljiv, superioran, moralan i uglavom završava kao pobjednik. 

## Poznati pisci

### U svijetu
- Jules Verne
- Daniel Defoe

### U Hrvatskoj
- Anto Gardaš
- Ivan Kušan
- Zlatko Krilić
- Dubravko Jelačić Bužimski
- Milivoj Matošec
- Tihomir Horvat

## Podvrste
Podvrste pustolovnog romana su:
- Vestern
- Roman o moreplovcima
  - Gusarski roman
- Istraživački roman
- Traženje zakopanog blaga
- Robinzonijada